# Arvydas Petras Žygas
Arvydas Petras Žygas (* 6. Juni 1958 in Chicago, Illinois; † 7. Mai 2011 in St. Louis, Missouri) war ein in den USA lebender litauischer Anthropologe und Professor an der Vytautas-Magnus-Universität Kaunas (VDU).

## Leben
Am Ende des Zweiten Weltkrieges emigrierten seine Eltern nach Westeuropa. Von 1945 bis 1950 lebten seine Familienmitglieder in den Lagern von Kriegsflüchtlingen in Deutschland; 1950 kamen sie in die USA, wo sie die Staatsangehörigkeit nach fünf Jahren erwarben. Arvydas absolvierte 1975 die Schule in Oak Park. Von 1976 bis 1980 studierte er baltische Kultur am litauischen Pädagogikinstitut in Chicago. Von 1980 bis 1988 lehrte er litauische Ethnografie und Folklore am Institut.
1981 absolvierte er das Bachelorstudium der Anthropologie und Chemie sowie 1983 das Masterstudium der Biochemie mit Fachrichtung Medizinanthropologie an der University of Illinois. 1988 promovierte er zum Ph.D. Von 1989 bis 1993 lehrte er Anthropologie und Biochemie in Kaunas und Vilnius, von 1989 bis 1993 leitete er den Lehrstuhl für Anthropologie und war Studiendekan an der VDU.
Nach dem Theologiestudium wurde er im Juni 2000 zum Priester in der Kathedrale von Kaunas geweiht.
Am Vadybos ir psichologijos institutas Vilnius in Pučkoriai (Verwaltungsgemeinde Naujoji Vilnia) wurde die Bibliothek und der Lesesaal mit mehr als 1100 Büchern von Prof. Arvydas Žygas eingerichtet.

## Auszeichnungen
- Preis von Stasys Šalkauskis, Lietuvos kultūros fondas, 1993